# Cuộc gặp Trump–Zelenskyy tại Phòng Bầu dục năm 2025

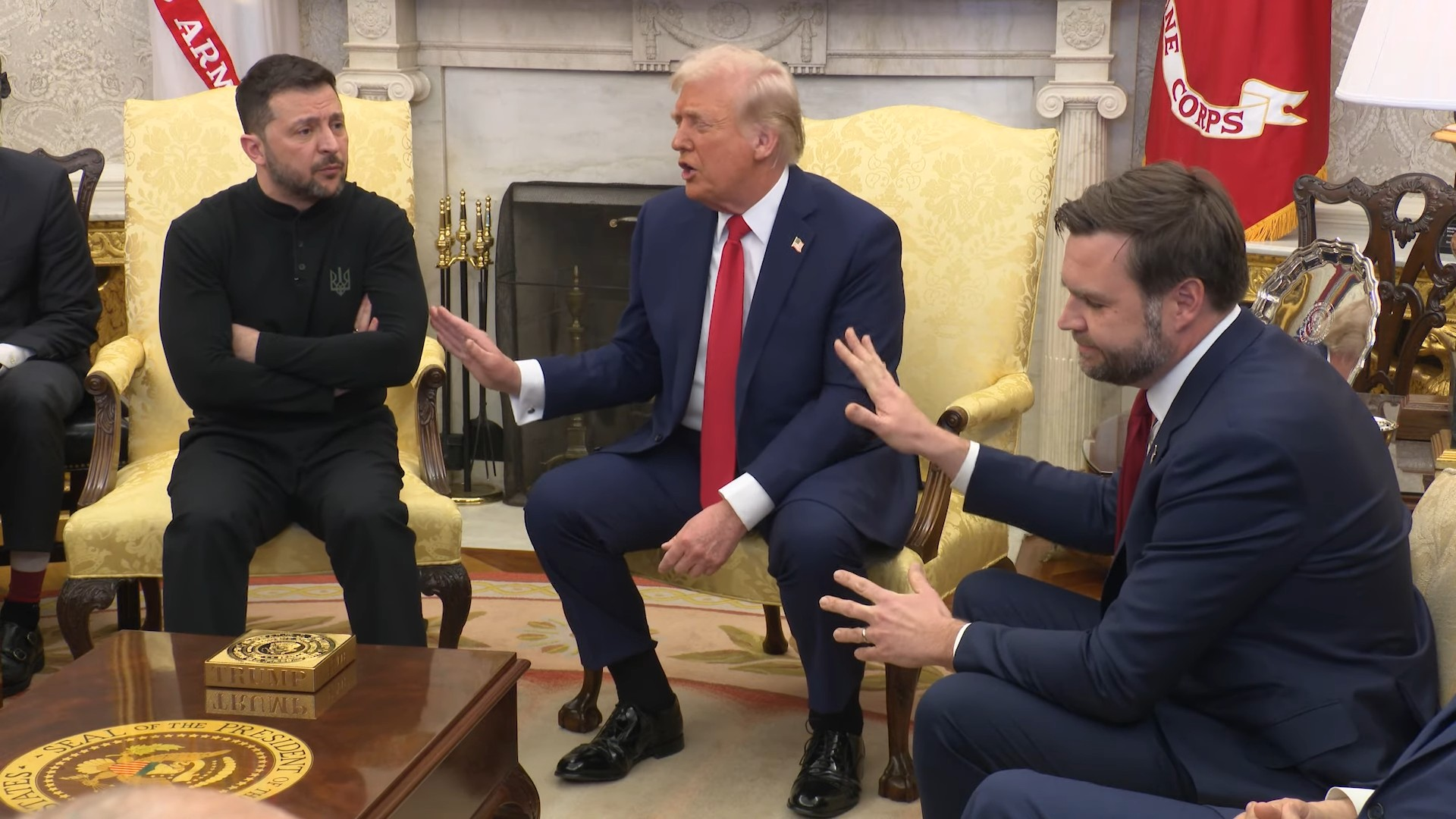
Cuộc gặp Trump-Zelenskyy năm 2025

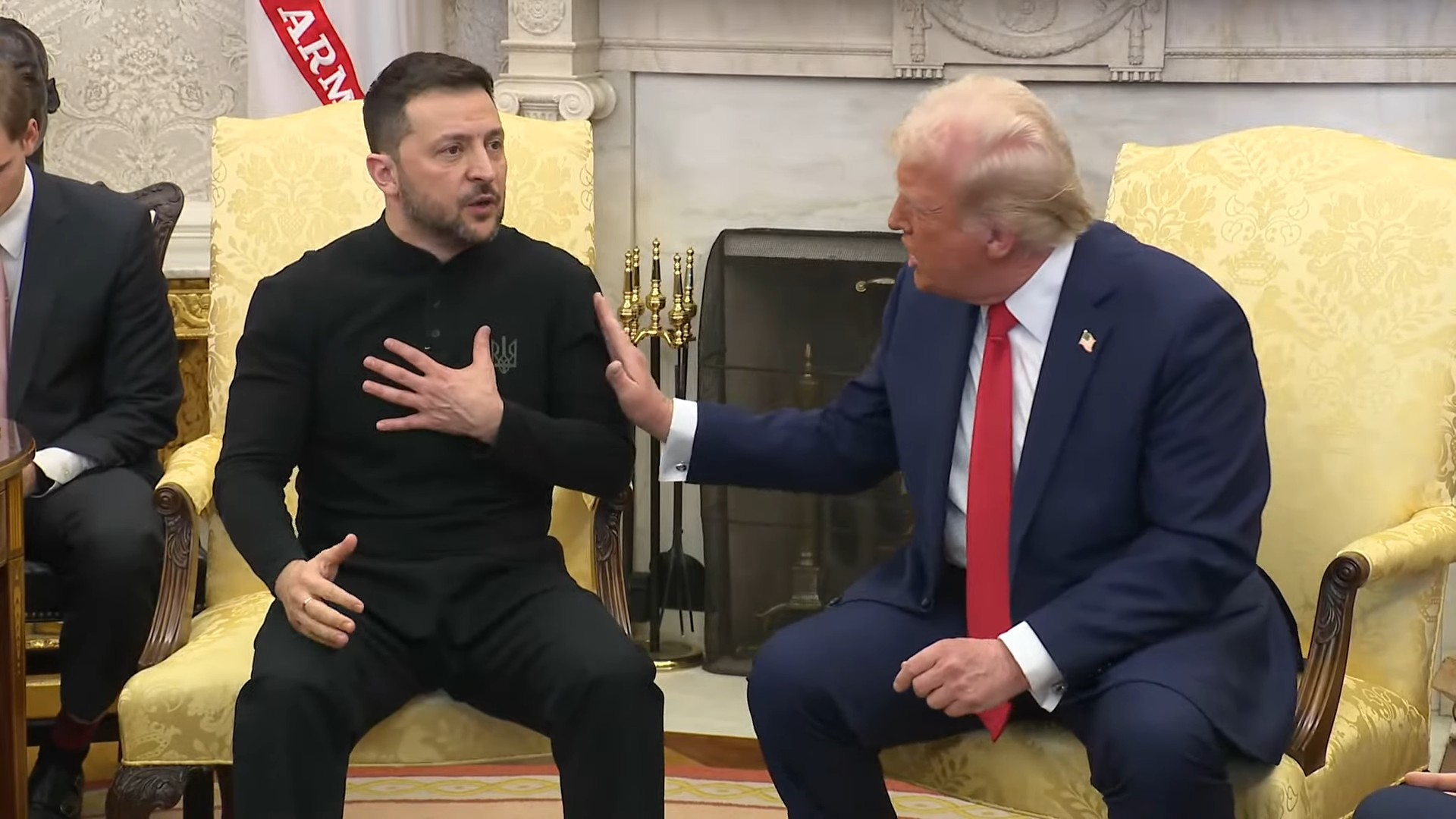
Phản ứng của ông Zelenskyy khi bị buộc phải nói lời biết ơn Mỹ

Cuộc gặp Trump-Zelenskyy tại Phòng Bầu dục năm 2025 (2025 Trump–Zelenskyy Oval Office meeting) là sự kiện ngoại giao diễn ra vào ngày ngày 28 tháng 2 năm 2025, khi Tổng thống Hoa Kỳ Donald Trump và Tổng thống Ukraina Volodymyr Zelenskyy đã có một cuộc họp song phương vô cùng căng thẳng tại Phòng Bầu dục của Nhà Trắng ở Thủ đô Washington dẫn đến một cuộc đấu khẩu nảy lửa giữa hai bên khi ông Trump và phó tướng Vance cùng vùi dập một Zelenskyy ngoan cố không biết ơn nước Mỹ. Cuộc họp kết thúc mà không có một thông cáo rõ ràng và không có thỏa thuận nào được cho là sẽ được triển khai thực hiện. Sau khi Zelenskyy và Phó Tổng thống Hoa Kỳ JD Vance bắt đầu tranh cãi (ông Vance đã khơi mào khi nói rằng chính phủ Ukraina đã không tìm ra giải pháp ngoại giao cho cuộc Chiến tranh Nga-Ukraina đẫm máu, trong khi Zelenskyy phản bác rằng chính ông Vance đã hiểu sai vấn đề), ông Trump đã đứng về phía Vance và bắt đầu chỉ trích gay gắt Zelenskyy, dẫn đến những lời qua tiếng lại và cáo buộc lớn tiếng ồn ào. Sự cố này đánh dấu lần đầu tiên trong lịch sử Hoa Kỳ, một tổng thống đương nhiệm đã đấu khẩu với một nhà lãnh đạo nước ngoài đang đến thăm Hoa Kỳ ngay trước ống kính máy quay và phóng viên báo chí theo cái cách kiểu như vậy. 
Sự việc này được cho là đỉnh điểm của những căng thẳng tiềm ẩn giữa chính quyền Trump là bên muốn Ukraina phải nhượng bộ Nga để nhanh chóng chấm dứt xung đột, đạt được một thỏa thuận ngừng bắn trong khi chính quyền Zelenskyy, bên không tin tưởng Nga, thường xuyên lặp đi lặp lại những cáo buộc, đổ lỗi cho Nga và Putin, đồng thời phản đối những nhượng bộ như vậy. Cuộc họp này gây chú ý tâm điểm dư luận với giọng điệu, ngữ khí đối đầu và đối kháng, thu hút sự chỉ trích đáng kể từ giới truyền thông và cộng đồng quốc tế. Gần như tất cả các nhà lãnh đạo châu Âu, cùng với những nhân vật toàn cầu khác, đã nhanh chóng lên tiếng ủng hộ Zelenskyy sau cuộc đấu khẩu này. Ngược lại, các quan chức Nga ca ngợi kết quả của cuộc họp và chỉ trích Zelenskyy. Trong nội bộ Hoa Kỳ thì phản ứng về sự kiện bị chia rẽ theo đường lối của các đảng phái, các thành viên trong đảng của Trump là Đảng Cộng hòa phần lớn tán thán cách hành xử của ông Trump, trong khi các thành viên của Đảng Dân chủ thì lại lên án ông Trump về cách hành xử này. Cuộc họp bắt đầu lúc 11:00 (UTC−5) tại Phòng Bầu dục của Nhà Trắng. Kế hoạch là thảo luận thêm về việc hỗ trợ cho Ukraine trong bối cảnh hoàn tất một khuôn khổ thỏa thuận về khoáng sản (Угоди про копалини). Phái đoàn Ukraina đã lựa chọn một quan hệ đối tác cùng có lợi sẽ cung cấp các đảm bảo an ninh cho Ukraina, chứ không chỉ từ bỏ các nguồn tài nguyên của riêng mình.